# 东方红三号
东方红三号卫星是中华人民共和国研制的一种中等容量通信卫星，卫星工作于地球静止轨道，主要用于中国国内的电视传输、广播、通信及数据传输等业务。中国空间技术研究院在东方红三号通信卫星基础上发展出的卫星公用平台是目前中国常用的卫星平台之一

## 历史
20世纪80年代，中国国内的卫星通讯需求急速增长，当时中国自行制造的东方红二号通信卫星仅携带2个转发器（东方红二号甲为4个），无法满足国内需求，且各项技术指标都落后于同时期国际上同类卫星，为解决对卫星通信的急切需求，中国国内就未来卫星通信发展产生了“买星”与“造星”之争。广播电视部下属的中国广播卫星公司曾先后与美国和欧洲的卫星制造商洽谈购买广播卫星的事宜，并计划向联邦德国MBB公司采购两颗广播卫星。而航天部门则主张与国外进行技术合作，自行研制发射广播卫星。1986年3月31日，国务院批准了航空航天部提出的“一箭三星”规划，东方红三号通信卫星被列入国家重点科研项目。卫星按商业化管理，由中国广播卫星公司（后为中国通信广播卫星公司）作为卫星业主与航天工业部（后为航天工业总公司）签订卫星经济合同，卫星发射成功后由卫星公司负责经营管理，并将经营回收的资金用于发展后续卫星。
东方红三号卫星的研制得到了联邦德国MBB公司的协助，1987年7月，中国长城工业公司代表中国空间技术研究院与MBB公司签订了关于东方红三号广播通信卫星部分系统的合作合同。MBB公司负责承担的任务包括：负责研制和生产通信天线和机械太阳阵（第二颗卫星的天线馈源部分由中国空间技术研究院制造）；在系统和姿态轨道控制分系统（AOCS）研制中给予设计支持；在生产和测试活动中给予支持。
第一颗东方红三号卫星于1994年11月30日由长征三号甲火箭成功发射，随后在调姿过程中发现燃料泄漏，之后经三次变轨送入准同步轨道。1995年1月6日技术人员确认卫星燃料全部耗尽，无法定点交付使用。1月15日卫星脱离地面测控站测控范围。1997年5月12日，第二颗东方红三号卫星由长征三号甲火箭成功发射，5月20日成功定点至东经125°赤道上空，1998年8月12日正式交付使用，命名为“中星6号”。
2021年7月6日，最后一颗东方红三号平台卫星——天链一号05星在西昌卫星发射中心用长征三号丙运载火箭成功发射。截至2021年，中国一共成功发射了41颗东方红三号平台卫星。

## 技术特点
东方红三号卫星是中国第一代中等容量通信卫星，总体技术水平与20世纪80年代国际上的同类通信卫星相当。卫星为六面体，星箭分离质量为2260公斤，采用三轴稳定控制和双组元统一推进系统，圆形抛物面天线，两侧三块板太阳翼在转移轨道一次展开，通信天线也在转移轨道展开。卫星共装有24个C波段转发器，其中6个16W中功率转发器，18个8W低功率转发器，其中16W转发器的等效全向辐射功率不低于37dBW，8W转发器不低于33.5dBW，可同时传送6路彩色电视节目和8100路电话，卫星设计寿命8年。

## 公用平台
中国空间技术研究院在东方红三号通信卫星基础上发展出东方红三号系列卫星公用平台，该平台又称DJS-1公用平台，包括嫦娥一号探测器和北斗导航卫星在内的卫星均使用东方红三号系列卫星平台。
- DFH-3：基本型号，主要用于东方红三号通信卫星、北斗一号导航卫星、北斗二号MEO和IGSO卫星等[13]。
- DFH-3A：改进型号，主要用于北斗二号系统GEO卫星[14]。
- DFH-3B：重大改进型号，主要用于北斗三号系统GEO和IGSO卫星[15][16]。
- DFH-3E：全电推型号，可采用长征二号丙或长征二号丁火箭单星发射[17]。